# Callulops humicola
Callulops humicola é uma espécie de anfíbio da família Microhylidae.
É endémica da Papua-Nova Guiné.
Os seus habitats naturais são: regiões subtropicais ou tropicais húmidas de alta altitude e florestas secundárias altamente degradadas.
Está ameaçada por perda de habitat.